# リングにかけろ
『リングにかけろ』は、車田正美による日本の漫画。略称は「リンかけ」。登場キャラクターの次の世代を描いた続編『リングにかけろ2』が『スーパージャンプ』（集英社）において連載された。
『リングにかけろ1』（リングにかけろワン）として2004年秋にテレビ朝日でアニメ放映された（後にスカパー・ANIMAXでも放送）。

## 概要
開始当初は貧しい家庭に育った気弱な少年の高嶺竜児が、プロボクサーだった亡き父の遺志を継いで世界チャンピオンを目指すべく、姉の菊の教えを受けて成長していくスポ根漫画で、試合の内容も現実的なものだったが、途中から路線を変更。実際のボクシングとはかけ離れた技（作中ではフィニッシュブローまたはニュー・スーパー・ブロー、略してNSBとも称されている）を持ったボクサー同士が超人的な戦いを繰り広げる内容へと変貌した。
この路線変更は大当たりし、当時の『週刊少年ジャンプ』の看板漫画となった。車田自身も当時改装した集英社ビルの階段部分をリング階段、もしくは車田床と呼び「集英社ビルが改装出来たのも『ジャンプ』が300万部突破出来たのも『リンかけ』人気のおかげ」とネタにし、最終回は『ジャンプ』史上初となる巻頭フルカラーで締めくくるなど有終の美を飾った。コミックスの累計発行部数は1300万部を記録している。
登場するボクサーのフィニッシュブローは、当初は原理が説明されているものもあったが、次第に理屈付けは省かれて、技の名前を叫んだボクサーによって対戦相手が吹っ飛ばされる構図が、見開きや大ゴマで描かれるパターンが多用されるようになった。その演出も派手なものが多く、物語の終盤で高嶺竜児が身に付けた技「ブーメランテリオス」などは同じ絵のコピーを見開き内に無数に貼り付けるなど、表現方法は様々なものが試された。また、世界大会編ドイツJr.との戦いにおいては物理学の応用によるフィニッシュブロー破りを描写し、ギリシア十二神編ではギリシア神話の神々(と同名の人物)を対戦相手として登場させるなど、ジャンルを問わず幅広いアイディアを取り込んでいる。

## あらすじ
主人公の少年・高嶺竜児が姉の菊から学んだボクシングにより、次々と現れる強敵を退けつつ仲間達と友情を深めて成長し、最終的に宿命のライバルであるボクシングの天才児・剣崎順を倒して世界チャンピオンに輝くまでの軌跡を描いている。
明確な章立てはされていないが、ストーリーの流れで大まかに分けると以下のような構成になる。
上京編
今は亡き世界ランカー・高嶺豪の子である高嶺菊・竜児の姉弟は、母親の再婚相手である富蔵の暴力に耐えかね、山口県の実家を飛び出し、仁保駅から列車に乗り込み上京する。大富豪・三条家令嬢の三条加奈子に出会い、三条家に住み込み、聖華学院に編入学する。竜児は菊の意向により聖華学院でボクシング部に入部するが、気の弱い少年であったため、天才的なボクシングセンスを持つ部員の剣崎順からいじめられる。その後、竜児は剣崎とスパーリングで対決し剣崎を破る。しかし、富蔵が菊と竜児の居場所を突き止め三条家をゆすろうとしていることを知り、菊と竜児は三条家を飛び出し、ボクシングジム「大村ジム」を営む大村蔵六のもとに身を寄せる。
竜児は中学校に進学し公立の月島五中に入学、ボクシング部に入部する。聖華学院中等部の剣崎と練習試合で対決し、名を知られるようになっていく。
都大会編
都大会に出場した竜児は順調に勝ち上がり、準々決勝で辻本昇、準決勝で志那虎一城と対決、勝利する。決勝では剣崎と対決。壮絶な打ち合いの末に剣崎に敗れるが、剣崎も無理なトレーニングなどの影響もあり腕を痛めてしまう。
チャンピオンカーニバル（全国大会）編
腕の手術のため渡米した剣崎に代わり、都大会で準優勝した竜児が東京都代表としてチャンピオンカーニバルに出場。チャンピオンカーニバルでは千葉県代表の香取石松、新潟県代表の河井武士、京都府代表の志那虎などが参戦。竜児は新しく開発したフィニッシュブローの「ブーメランフック」を武器に勝ち上がり、決勝戦では河井と対決。河井にブーメランフックの弱点を見抜かれ苦戦しながらも勝利し優勝する。
日米決戦編
チャンピオンカーニバル終了後、突然会場に全米Jr.チャンピオンのブラック・シャフトが現れ、日本対アメリカの団体戦を申し込む。チャンピオンカーニバルに出場していた石松・河井・志那虎・竜児と、治療を終えた剣崎の5人でチーム「日本Jr.」を結成。最終的に竜児がシャフトとのコークスクリュー対決を制し、日本Jr.が完全勝利する。
影道編
日本Jr.が世界大会に向けて準備している中、菊が「影道一族」と名乗る者たちに拉致される。竜児は大村から「カイザー・ナックル」を預かり、石松とともに富士の樹海の中にある「影道五重の塔」に突入。影道一族を倒し菊を救出する。
その後、影道一族は日本Jr.に対戦を要求。千里丘陵にて影道一族対日本Jr.の死闘が開かれる。
世界大会編
影道一族との対決を制した日本Jr.は、完全勝利での優勝を目指し世界大会に挑む。強豪選手の揃った各国に苦戦しながらも勝利。決勝戦では「神々の国」ギリシアと対決し、文字通りの死闘となる。
ギリシア十二神編
世界大会でギリシアが敗北し、また、カイザー・ナックルが日本にあることを知ったゼウスらギリシア十二神が日本に乗り込む。日本Jr.の5人と、世界大会で日本と戦ったフランス代表のナポレオン・バロア、ドイツ代表のスコルピオン、ヘルガ、そして影道総帥の9人で「世界連合Jr.」を結成し、十二神と対決する。
阿修羅編
「阿修羅一族」を名乗る者が、竜児の持つカイザー・ナックルを奪うべく、竜児に戦いを挑む。そして河井が孔士として阿修羅一族に加わっていた。竜児は単身で阿修羅一族の総本山に乗り込み、石松や剣崎らも後を追い、阿修羅一族と戦う。
世界タイトルマッチ編
剣崎がプロのライセンスを取得。プロデビュー戦で世界バンタム級チャンピオンのジーザス・クライストを破り新チャンピオンとなる。そして竜児も中学卒業後にプロのライセンスを取得。竜児と剣崎が世界チャンピオンの座をかけて激突する。

## 登場人物
※ キャラクター名下の: “ 声 - （人物名）”は、アニメ版における声の担当者。まんがDVDは『リングにかけろ2』連載開始を記念して誌上で企画され、応募者全員プレゼントとして配布されたもの。

### 主人公とその家族
高嶺 竜児（たかね りゅうじ）（日本Jr.時、中学1年生）
声 - 森田成一、保志総一朗（まんがDVD版）
山口県出身。亡き父親がプロボクサーで、姉・菊に無理矢理ボクシングのトレーニングを受けさせられていたが、優しく気の弱い性格のためボクシングは好きではなかった。父親の死後に母親が再婚した相手の富蔵から虐待を受けたことをきっかけに姉と共に家を飛び出し、仁保駅から列車に乗り上京する。
上京する際に新幹線で永遠のライバル・剣崎順の許嫁にして三条家の令嬢・加奈子と、彼女に仕えるばあや（三条家で長年働いているという描写から血縁はない）に出会った後、三条家に住み込みながら聖華学院へ通う。そこで剣崎と出会い、彼とのスパーリングを経験することで本格的にボクシングに目覚める。当初は左右のワンツーパンチのみで闘っていたが菊の指導の元、フックを学びそれを自身で必殺ブローに昇華して行きコークスクリュー・ブロー「ブーメランフック」を習得し、のちにその強化版「ブーメランスクエアー」「ブーメランテリオス」を習得。「左を征するもの世界を征する」というボクシングの格言を忠実に実行し、さらなる高みに伸び上がって行くことになる。
あるとき富蔵がゆすり目当てで三条家を訪れたため、菊とともに三条家を出て行く。その後大村ジムへ住み込みとなる。
中学生になると心身ともに成長し（パワーリスト・パワーアンクルを使用し始める）、都大会の個人戦では1年生ながら準優勝を果たす。そして剣崎の代役として出場したチャンピオンカーニバルでは優勝し日本Jr.チャンピオンとなり、その後世界大会などで大将を務めた。中学卒業後は進学はせず、プロへの道を歩む。そして剣崎同様特例によりプロ入りを果たす。
故郷の母・千代を幸福にしてやりたいがためというのが当初からプロボクサーを目指す理由だった竜児だが、中学卒業時、これからボクシング修行に専念できると思った矢先に千代の病死を知り、しかもその死を数ヶ月の間、菊が隠していたことから、一時ボクシングに絶望してしまう。しかし千代が竜児のために「闘志」の文字を縫い込んで遺した試合用トランクスと遺書により、再度奮起。千代の遺言通り今度は「誰か」のためではなく、自らの人生を輝かせるために世界チャンピオンを目指す決意を固めた。
中学時代にはアッパーカットを使うことができなかったが、中学卒業後にアッパーカットも習得。プロ転向後、デビュー戦で世界チャンピオン剣崎からタイトルマッチの相手として指名され対戦。互いにフィニッシュブローを打ち合ったのち、アッパーカットの新フィニッシュブロー「ウイニング・ザ・レインボー」にて剣崎を倒しチャンピオンとなった。
フィニッシュブロー：ブーメランフック、ブーメランスクエアー、ブーメランテリオス、ウイニング・ザ・レインボー
高嶺 菊（たかね きく）
声 - 田中理恵、菅原祥子（まんがDVD版）
竜児の姉。女性ながら亡父から受けついだ素晴らしいボクシングセンスとテクニックを持っており、父親の成し得なかった世界チャンピオンへの夢を引き継がせるべく、泣き虫だった竜児をボクサーとして鍛え上げる。大人しく控えめな母親や弟とは対照的にかなり強気な性格だが、人情家であり涙もろい一面もある。呑んだくれで暴力をふるう継父の富蔵に反発し、竜児と共に故郷から逃げるように上京。中学卒業後は進学せず、身を寄せていた大村ジムの会長が経営する医院で看護の助手を務めながら竜児を鍛え、その成長を見守る。しかし上京直後に転校した学校の授業で、山口の学校で習っていなかった範囲の数学の問題を出されても自力で解けるなど、勉強はできたようである。
出会った当初は反目し合っていた剣崎とは、いつしか互いに憎からず思う仲となっていった。母・千代の死後、もはや竜児に自分の支えが必要なくなったことを悟った菊は、最後にアッパーカット（「ウイニング・ザ・レインボー」の布石）を竜児に指南して姿を消す。竜児と剣崎の世界タイトルマッチが行われているその時、剣崎から贈られたウェディングドレスをまとって教会で2人を待つ菊の姿があった。
高嶺 豪（たかね ごう）
竜児と菊の実父。ジュニアライト級の世界ランカー9位であったが若くして病気で他界してしまう。形見のグローブを竜児に残す。
高嶺 千代（たかね ちよ）
声 - 土井美加
竜児と菊の母。前夫の豪との死別後、人が良いフリをしていた富蔵に騙されて再婚するが、そのことにより苦しい生活を強いられる。妻を金蔓としか思わない富蔵のために無理を重ねた千代は、成長した竜児との再会を果たすことなく病に倒れ、世を去ってしまう。
富蔵（とみぞう）
千代の再婚相手。酒やギャンブルに溺れる日々を送り千代や竜児たちに酷い仕打ちをし、竜児が有名になるとわざわざ上京して菊にたかろうとするなど金に汚い卑劣漢。千代が死んでから帰郷した竜児の前で、死んだ千代を酔っ払いながら侮辱したため激昂した竜児に叩きのめされるが、以後の消息は不明である。

### 日本Jr.
剣崎 順（けんざき じゅん）（日本Jr.時、中学2年生）
声 - 置鮎龍太郎、岡野浩介（まんがDVD版）
剣崎財閥の御曹司で高嶺竜児のライバル。自他共に認めるボクシングの天才。財閥の御曹司ではあるがいわゆる「お坊ちゃん」ではなく、むしろ野生児的な雰囲気を漂わせている。
竜児が転校してきた聖華学園のボクシング部部員。当初は竜児の父の形見のグローブを取り上げようとするなど意地悪なところがあった。
竜児の左ジャブを初めて顔に受け、怒ってスパーリングした際に竜児をボロボロにしながら倒すことができなかったことでパンチの軽さを菊に指摘され、その菊のアドバイスを受けた竜児のカウンターに初めて敗れた後、竜児を自分のライバルと認める。その後、NASAが宇宙飛行士の訓練に使用しているというトレーニング器具「アポロ・エクササイザー」を使い始める。
中学生になって竜児を指名した練習試合で勝利（判定勝ち）したが、アポロエクササイザーの使用過多により腕を痛める。都大会では竜をKOして優勝したが、傷めた腕の治療のため、チャンピオンカーニバルを竜児に託して渡米する。なおチャンピオンカーニバルには出場していないので日本Jr.チャンピオンの肩書きは持っていない。その後、団体戦ではチャンピオンの竜児が主将を務め敵チームの最強者と対戦し、剣崎は竜児の直前に副将として対戦することが多かった（ドイツJr.との試合のみ剣崎が大将を務める）。
世界大会中盤までフィニッシュブローを持つことなく、持ち前の天才的な力と技術により相手を一瞬にして倒していたが、あるとき電圧室内でトレーニングを行い左右のフィニッシュブローを開発。ドイツJr.戦で右手のフィニッシュブロー「ギャラクティカマグナム」を放ち、決勝のギリシアJr.戦では左手のフィニッシュブロー「ギャラクティカファントム」で勝利する。世界大会以降、対ギリシア十二神戦に向けて他の日本Jr.メンバーがフィニッシュブローを新開発していく中、彼だけは同時に開発した2つのブローを最後まで使い続けた。
竜児の姉・菊とはいがみ合っていたが、親同士が決めた許嫁・加奈子を一方的に振った後に菊と恋仲になり、結婚する。世界タイトルマッチ戦直前の石松との決闘では、チャンピオンベルトよりも一人の女のほうが大事と言い切り、決闘に応じる。
特例でプロ入りと同時にA級ライセンスを取得。デビュー戦は世界タイトルマッチとして自身の17歳の誕生日（7月4日）に後楽園球場で行われた。石松との戦いで負傷した状態でジーザス・クライストと戦い、第1ラウンドにジーザスの「ネオ・バイブル」をもらい、終了のゴング後自力でコーナーまで戻ってきたが心臓が止まってしまう。そこへ竜児のブーメランテリオスで再鼓動させ、ギャラクティカ・ファントムでKO勝ちしチャンピオンを獲得。その後は5度の防衛をなしとげ、次の挑戦者として竜児を指名し同時に引退を表明する。
フィニッシュブロー：ギャラクティカマグナム、ギャラクティカファントム
香取 石松（かとり いしまつ）（日本Jr.時、中学1年生）
声 - 草尾毅、山口勝平（まんがDVD版）
千葉県出身。元々のケンカ好きが高じてボクシングを始めた男で、“ケンカチャンピオン”の異名を持つ。そのため、セオリーにとらわれない変則的な戦法が得意。登場するボクサーたちの中では小柄である。血気盛んな気性から率先して先鋒として戦うが、世界大会の決勝戦やギリシア十二神戦などの要所では竜児・剣崎らの直前に登場した。
小柄ながら高く飛び上がっての打撃攻撃を得意とする。相手の頭上に飛びあがり急降下してパンチを打ち込む「ハリケーンボルト」がフィニッシュブロー。
菊に思いを寄せていたが、剣崎がプロデビューした際の記者会見で許嫁の加奈子を振り菊との結婚を宣言したため、彼女を巡って、世界タイトル戦の会場に向かう剣崎に路上での勝負を挑む。最後はそれぞれのフィニッシュブロー、ハリケーンボルトとギャラクティカマグナムをぶつけ合い、石松は惜敗。この戦いの後、石松は竜児や剣崎には到底自分の力が及ばないとしてボクシングから足を洗う。
日本Jr.の斬り込み隊長でありムードメーカーでもある。
フィニッシュブロー：ハリケーンボルト、スパイラルタイフーン
志那虎 一城（しなとら かずき）（日本Jr.時、中学3年生）
声 - 石川英郎（少年時代：吉竹範子）、檜山修之（まんがDVD版）
チャンピオンカーニバルでの竜児の準決勝戦の相手。京都府出身。実家は志那虎陰流の剣術道場である。羽根の部分に刃を取り付けた扇風機を回転させ、刃をかわして羽根の先に置いてある玉を取るという無理な特訓を幼少時に父親に強いられ、右腕に重傷を負う。その後遺障害のため右腕は満足に動かせないが、左のパンチと剣道の見切りを応用した神技的ディフェンスによる攻防を行う。0.1秒の間に3発の左パンチを叩き込むフィニッシュブロー「ローリングサンダー」を使い、後に5発に改良した「スペシャルローリングサンダー」を使う。世界大会のドイツJr.代表チームのヘルガは「右腕が使えれば剣崎や高嶺をも凌ぐボクサー」と評している。
東京都大会に参加するため結城三中に転校してくる（それ以前に行われた聖華学園での剣崎－竜児の練習試合を観戦している）が準決勝で竜児に敗れる。その後京都にある元の中学校に復学して京都代表としてチャンピオンカーニバル出場を果たす。
剣道の腕も超一流。後にギリシア十二神戦において左腕を痛めボクシングを引退し、志那虎陰流を継いだ。阿修羅との戦いで一時ボクシングに復帰するが、左腕を痛めており無理をしている描写があった。また、名刀備前長船を所持している。
日本Jrのチーム中では渋く大人びたキャラクターだが、石松と軽妙なやりとりをするコミカルな面もある。
フィニッシュブロー：ローリングサンダー、スペシャルローリングサンダー、円月拳
河井 武士（かわい たけし）（日本Jr.時、中学2年生）
声 - 神谷浩史、優希比呂（まんがDVD版）
チャンピオンカーニバルでの竜児の決勝戦の相手。新潟県（長岡市）出身。日本Jr.きっての美形。フランス戦の前に女性的な容姿を石松にひやかされたが、逆に彼のフランスチームへの発言をたしなめた。優れたピアニストでもあり、ピアノからボクシングのヒントを得ることが多い。幼少時より姉からボクシングとピアノを叩きこまれており、竜児を上回る素質の持ち主。
当初は姉共々冷徹かつ弱者への思いやりに欠ける性格で、チャンピオンカーニバルでは、戦意喪失した相手も徹底的に痛め続けるというスポーツマン精神に反するような試合を続けた。また準決勝で対戦相手の石松から顔にパンチを入れられたことで静かに逆上し、審判に見破られぬようエルボーを入れるという反則技をもって石松をKO、それを見抜いていた菊に「顔はきれいだが、ボクシング内容は汚い」と批判された。
その後決勝戦で竜児と対戦し敗れた（準優勝）が、竜児の不屈の闘志に触れることで彼の中で何かが変わったようで、 日本Jr.に参加後はプライドや自負心は依然として高いものの、以前とは別人のように誠実で素直な性格に変化し石松とも和解している。
言葉遣いが非常に丁寧である。日本Jrでは真ん中の学年だが、皆を「さん付け」「くん付け」で呼ぶことが多い。地を這うようなアッパーカット「ジェットアッパー」を使う。
ギリシア十二神との決戦後はピアニストを目指しボクシングとの関わりを絶っていたが、阿修羅一族の使者から自分が姉や両親の本当の肉親ではなく阿修羅一族の血を引く者であると言われ、物語は思わぬ方向に急展開する（続編の『リングにかけろ2』では、阿修羅一族に関わる彼の出生について、真相が語られている）。
フィニッシュブロー：ジェットアッパー、ジェットラベンダー

### 大村ジム
大村 蔵六（おおむら ぞうろく）
声 - 川津泰彦
竜児と菊が身を寄せた月島の大村ボクシングジムの会長。開業医でもある。
三条家を追われ帰る家のない竜児たちを引き取り、自分の子のように見守り育てた。普段は温和ながら根は大変気骨のある人物である。
影道やカイザーナックルといった、作中の筋となる重大な秘密とも関わりを持っており、その秘密は続編『リングにかけろ2』で語られている。
大野 六助（おおの ろくすけ）
声 - 島田敏
魚屋で大村ジムの練習生。愛称は「ロク助」「ロクさん」。
ボクシングの才能に恵まれているとは言えず、プロテストに落ち続けていたが剣崎以外では唯一、竜児をスパーリングでKOした経験がある。その後念願のプロライセンスを取得し「フロッギー六助」のリングネームでデビューした。
本作に登場するボクサーの中で唯一、減量に苦しむ様子が描写されている。
吉田 勇（よしだ いさむ）
声 - 橋詰知久
大村ジムに所属する数少ないプロライセンスの所持者で、練習生のトレーナーも務めている。減量中の六助に厳しい指導をするなど、プロボクサーの厳しさを教えた。
アニメ『影道編』でのキャストテロップは「コーチ」とされている。

### 月島五中ボクシング部
竜児が中学時代に在籍していたボクシング部。竜児が入部したときは、ボクシング部とは名ばかりの不良の溜まり場であった。一度は竜児のパワー・リスト（ドラゴン・リスト）解除後の餌食となる。しかし、竜児のガッツに不良たちも心動かされ、ボクシング部としての本格的な活動を始める。
朝丘（あさおか）
竜児が一年生の時の担任であり、ボクシング部の顧問を務める女教師。ノーブラで胸元の開いたセクシーなシャツにタイトなミニスカート姿で授業をするなどアキラ曰く「まるでキャバレーガール」と形容されている。ボクサーであった兄を交通事故で亡くした過去を持つため、ボクシングに対していい思いを持っておらず、不良の溜まり場となったボクシング部も放置状態にしていた。しかし、彼女も竜児との出会いをきっかけに心を動かされ、剣崎との練習試合の際には右拳を負傷している竜児にロープ・ア・ドープやヒット・アンド・アウェイなどを駆使して左手一本で闘う策を授け、剣崎に対しては拳の怪我をおして試合に臨んだ竜児に最後まで付き合う義務があると試合の続行を促し奮起させるなど、ボクシング部顧問としての活躍を見せた。チャンピオンカーニバル以降登場しなくなったが、竜児と剣崎の世界タイトルマッチを観戦に来ていた。
木村 幸子（きむら さちこ）
声 - 前田沙耶香
竜児の同級生であり、ボクシング部マネージャーの女の子。愛称はサッちゃん。中学に入学したその日からシンナーを吸っているといった不良少女だったが、竜児に惚れて付きまとっているうちに更生したようである。アニメでも彼女のみセコンドとして登場している。チャンピオンカーニバル以降登場しなくなったが、竜児と剣崎の世界タイトルマッチを観戦に来ていた。
田島 アキラ（たじま あきら）
竜児の同級生のボクシング部員。入学早々クラスの番長になろうとするが、竜児に突っかかり返り討ちに遭ってしまう。以降竜児を倒すため付きまとうようになるが、一緒にいるうちに竜児には敵わないと認め、竜児のよき友となった。チャンピオンカーニバル以降登場しなくなったが、竜児と剣崎の世界タイトルマッチを観戦に来ていた。
キャプテン
竜児が1年生の時のボクシング部キャプテン。姓名不明。ボクシング部にたむろする不良であったが、竜児と剣崎の練習試合を見て感動し、真面目にボクシングに取り組むようになる。最初は怖い不良キャラクターであったが、だんだんとブタっ鼻とからかわれるギャグキャラクターになり、アキラとつるんでいる様子などが描写された。キャプテンというのは都大会後に彼が突然自ら宣言しただけで、もともとキャプテンだったのかは不明。チャンピオンカーニバル以降登場しなくなった。

### チャンピオン・カーニバル出場者
辻本 昇（つじもと のぼる）
地区予選で竜児を苦しめた内の一人。幼少より父から当たり屋をさせられていたため鋼のごとき肉体と中学生離れしたタフネスを誇り、ボディーへのパンチは一切通用しない。当たり屋の際に顎を砕き、以後、顎が唯一の弱点となる。四六時中ガムを噛み続ける様子を見た菊に弱点を看破され、竜児に敗北。多数の兄妹が居るが行方不明中の母が戻って来たため、ボクシングは辞めることになる。剣崎と竜児の世界タイトルマッチを会場で観戦。
桐野 大三郎
声 - 福原耕平
鹿児島県代表。竜児の一回戦の対戦相手。
武智
声 - 荒川大三郎
高知県代表。クロスカウンターを得意とする。
織田 攻
声 - 小山剛志
愛知県代表。ダーティーなボクシングをするという前評判で実際に実力でかなわないと悟り卑劣な手で竜児を追い詰める。ブーメランフックに敗れた最初の犠牲者。
金城
声 - 岡本寛志
沖縄県代表。姓の読みは「きんじょう」。
※竜児に敗れた彼らは、反省し改心した様子の織田を含め、決勝戦では敵であった竜児に声援を送る男気を見せるという形で再登場している。
鬼島
声 - 今村直樹
埼玉県代表。志那虎の対戦相手。
檜山 透
声 - 増谷康紀
北海道代表。石松の対戦相手。

### アメリカJr.
世界大会以前に、日米対抗戦で対決。ブラック・シャフト以外の4人のメンバーは、河井曰くド素人、あるいは狂人であったが、シャフトにとっては日本Jr.と試合ではなく戦争をするという並々ならぬ決意の人選であった。後の世界大会では、シャフトとともに、竜児曰く「本物のボクサー」と出場したものの、イタリアJr.の闇討ちに遭い、日本Jr.との再戦はならなかった。
ブラック・シャフト
声 - 子安武人
全米Jr.チャンピオンの黒人青年。竜児と同じコークスクリューパンチである「ブラックスクリュー」を放つ。
ヘリからチャンピオンカーニバル会場に降りてきたり、対戦相手の日本Jr.用の棺桶を造り試合前にリング上に投げ落とすなど、ハデな演出を好む。
竜児との対戦中に反則技のピボットブローを打ち、石松に抗議されるが、日本人にありがちなフェアプレー至上主義を鼻で笑い「ボクシングでは最後に勝利した者が強者であり、多少姑息なフェイントや反則も駆け引きのうち」という合理性指向の試合運びをする。しかし最後には対戦相手の竜児の実力を認めて自らも全身全霊を込めた力のぶつけ合いに挑み、竜児の勝利を称えた。
フィニッシュブロー：ブラックスクリュー
モンスター・ジェイル
声 - 今村直樹
体重が200キロを遥かに超えようかという巨漢。15人もの殺人を犯しアメリカで死刑を待つ身だったが、シャフトの手引きで刑務所から出され、日米決戦のためだけに来日した。アメリカチームの先鋒として石松と対戦。パンチの風圧だけで相手をダウンさせるほどのパワーと、いくらクリーンヒットされようとも全くダメージを受けない強靭な肉体で石松を苦しめた。そのパワーを逆利用した石松の捨て身の肉弾攻撃を受けて轟沈。重傷を負ったが病院に運ばれる前、石松に友情を抱いて心を開いた。
ミズ・シャネル
声 - 小松由佳
外見は金髪の美女。視線で相手を催眠術に陥れる技を持ち、河井を苦しめる。河井が志那虎の備前長船を借りて自らの足を傷つけ催眠術を破ると、ボクシングの実力では河井の敵ではなかった。
女性がボクシングの試合に出場することに対して、観客から非難の野次が飛ばされたが、河井にKOされた時、実は女装した男だと判明した。作中ではオカマとされており、河井を気に入ったような台詞があるが、本意かどうか不明であり、また少なくとも後に子供をもうけている。
Mr.ホワイティ
声 - 遠藤守哉
白人至上主義を唱える南部の白人ボクサー。試合での出番の直前まで姿は描かれず、思わせぶりな描写で底知れない実力や不気味さを喧伝されていた。日米決戦に来場し、人種差別的発言を乱発したり、10円玉を2枚重ねて指3本で二つに折るなどのパフォーマンスを見せるものの試合はしないような態度をとったが、剣崎が挑発したため剣崎と試合を行う。しかし、試合開始直後に剣崎順の左アッパーカット一発で瞬殺された。
「Mr.ホワイティ」は名称変更した後の名である。コミックス・愛蔵版ではKKKの初代グランド・ウィザード（ボス）と同じ姓であり、その人物の子孫という設定であった。
ミック
声 - 西凛太朗
アメリカ本国において構成員4万人の暴走族「ヘルス・エンジェルス」（アニメ版ではグレイトエンジェルスに変更）を率いる。常に斧を持ち歩いており、シャフトに粗相を働いた部下の腕を切り落としたり、石松に敗れて重傷のモンスター・ジェイルにとどめを刺そうとするなど非情な人物。ボクシングの実力は大したことはなく、対戦した志那虎の神技的ディフェンスに翻弄されローリングサンダーの一撃でKOされる。アニメ版の『リングにかけろ1』では京都に居る志那虎の家族を人質に取るなど卑劣な策を使った。

### 影道一族
影道 殉（しゃどう じゅん）
声 - 櫻井孝宏
日本ボクシング会の影の存在、影道の総帥であり、剣崎順の双子の弟である。
剣崎家では双子は忌み子とされており、長男として生まれた順が家督を継ぐため次男の殉は影道に預けられることとなった。剣崎家と影道に関わりがあったのかどうかは不明である。
その実力は兄にも勝るとも劣らない。竜児と対戦した際には、一度見ただけの日本Jr.メンバーのスーパーブロー（スペシャルローリングサンダー・ジェットアッパー・ブーメランフック）をことごとく放って見せた。剣崎いわく「あんなパンチは一度見れば誰にでも打てる」。しかし、その後、竜児が苦し紛れに放ったブーメランフックの変形パンチ（のちのブーメラン・スクエアー）を食らい太陽の塔の顔の部分まで吹っ飛ばされ「素晴らしい新パンチだ！」と敗北を認める。
フィニッシュブローは「影道雷神拳」および強化版の「影道冥王拳」。ほかに特殊な攻撃として、対戦相手の急所を打つことで外傷や痛みを与えないまま相手の運動能力を奪う「影道龍極破」や、受けてから時間が経過すると心臓を破裂させる「影道鳳閣拳」を用いる。さらに、次作『リングにかけろ2』においては、滞った血流を急回復させることにより人・動物の病を取り除く『影道回生覇』という技も披露し、多彩な技量の持ち主であることがうかがえる。
日本Jr.との対戦後は彼らを影から支える存在となり、ギリシア十二神、阿修羅一族といった強敵たちには共に戦いを挑んだ。
なお、影道のメンバーは試合時にもグローブはつけず、皮手袋をつけている。
フィニッシュブロー：影道雷神拳、影道鳳閣拳、影道龍極破、影道冥皇拳
野火（のび）
声 - 安元洋貴
影道五重塔最上階・鳳凰の間の番人。総帥の側近的役割も務めているようで、十二神戦などにも登場している。竜児を影道五重塔におびき寄せるために菊を襲って拉致。菊に「強すぎる。まだお前（竜児）には勝てない」と言わせるなど、かなりの実力者である。
朱雀百人衆（すざくひゃくにんしゅう）
影道五重塔一階・朱雀の間の番人たち。一人一人が影道ボクサーとして完成された実力を持っているが、竜児に全員倒された。
フィニッシュブロー：朱雀七色陣
青龍の間の番人
声 - 竹本英史
影道五重塔二階・青龍の間の番人。多数のピラニアを飼育した池の上に1本の丸太を渡し、その丸太の上での戦いを挑み、丸太の上を華麗なフットワークで動き相手を追い詰める。鋼鉄の鎧を着込んでいるため、素手のボディーブローは効果が無く、竜児はカイザーナックルを用いて倒した。『リングにかけろ2』によると、歴代の青龍の間の番人を素手で倒したのは剣崎麟童がはじめてであり、他に例は無いとのこと。
玄武の間の番人
声 - 堀之紀、龍田直樹
影道五重塔三階・玄武の間の番人。実は大男と小男の2人組であり、動くこともままならないコールタール漬けの床を利用し闘う。パワーアンクルを外した竜児に敗れる。
白虎の間の番人
声 - 山崎たくみ
影道五重塔四階・白虎の間の番人。拳にダイヤモンドを埋め込んだダイヤモンド・ナックルを武器とする。自分と相手を手錠でつなぐデスマッチを挑む。カイザーナックルとの激突に敗れる。なお『リングにかけろ2』に登場した後継の番人は、ダイヤモンドを埋めた手甲を着けており、拳にダイヤを埋め込むようなことはしていない。
幽鬼（ゆうき）
声 - 二又一成
影道地獄谷のメンバーのリーダー格。剣崎と対戦するも圧倒的実力になすすべもなかった。
魔風（まかぜ）
声 - 渡辺英雄
影道地獄谷のメンバーの一人。志那虎と対戦し、ローリングサンダーを完全にガード、さらに高嶺竜児に次いで2番目に神技ディフェンスを破ったが、新ブロー・スペシャルローリングサンダーの前に敗れる。
黒夜叉（くろやしゃ）
声 - 野島健児
影道地獄谷のメンバーの一人。河井と対戦。影道 殉を除けば怖面揃いの影道一族の中で数少ない美形の戦士で、言葉遣いも他の影道一族に比べ穏やかである。盲目であるが、影道の女性を利用し河井の腕に鈴をつけ、その音を頼りに戦う。新ブロー・ジェットアッパーの前に敗れる。
死神（しにがみ）
声 - 乃村健次
影道地獄谷のメンバーの一人。石松と対戦。空中戦を得意とする。地獄谷のメンバーの中で、唯一のフィニッシュブロー持ち。新ブロー・ハリケーンボルトの前に敗れる。
フィニッシュブロー：トマホーク
ネネ
声 - 小松由佳（日米決戦編）、高岡香（影道編）
影道一族の数少ない女性戦士で前総帥の娘で影道殉以外からは「お嬢様」と呼ばれている。アニメでは野火と共に照明裏から日米決戦を偵察していた。動きも速く、それなりの戦闘力を持っているが竜児には軽くあしらわれる程度。

### メキシコJr.
世界大会での日本Jr.の1回戦の相手。日本人に対する侮辱発言で日本Jr.を挑発した。
リカルド
メキシコチーム先鋒。試合前に菊を強引にナンパしているところを剣崎に遮られ、その因縁から剣崎と対戦。一撃であっさりとやられた。プロボクサーであるロクを軽くあしらうほどには強い。

### イタリアJr.
世界大会での日本Jr.の3回戦の相手。タイチーム、アメリカチームを策略により棄権させてしまう。
ドン・ジュリアーノ
声 - 黒田崇矢
マフィアジュニア、シシリアンダンディのボス。試合前に相手チームを事故に見せかけて闇討ちし、出場不能とさせることで不戦勝により世界大会を勝ち進んでいた。しかし、決して実力がないわけではなく実際の試合でも竜児を苦戦させた。「クールさをなくしてしまったらダンディではなくただのキザ野郎だ、どんな時でもクールでいろ」という信念を持っている。
彼のフィニッシュブロー・コーザノストラは、背景画は派手であるが、パンチの性質などに関する描写はされておらず、「技の名を叫べば必殺パンチ」というフィニッシュブローである。
世界大会において竜児のブーメランスクエアーを受けた初めての相手であり、会場の代々木オリンピック競技場の最上部のガラス窓を突き破って建物の外にまで吹っ飛ばされた。
フィニッシュブロー：コーザノストラ
ディノベーゼ
声 - 金子英彦
ドン以外のイタリアJr.の中で唯一名前が判明しているキャラクター。しかし特に強いわけでもなく、石松に対して臆している所をドンに説教される。竜児と剣崎のタイトルマッチには、ドンと共に観戦に来ていた。
その他のイタリアJr.代表
然したる活躍もなく、勝手に試合を勝ち抜き方式にした石松に全員まとめて倒される。

### オランダJr.
世界大会での日本Jr.の4回戦の相手。漫画の作中では強豪とされ、一人だけ大入道のような巨漢がいる。

### フランスJr.
世界大会での日本Jr.の準々決勝の相手。
ナポレオン・バロア
声 - 森川智之、川上とも子（まんがDVD版）
フランスチームの大将を務めるバロア家五つ子の長男で、兄弟はみな女性と見間違えるほどの美貌の持ち主である。
私服は5人とも中性的なフランス貴族を連想させるような、華美な軍服風の衣装に光沢のある革のロングブーツ。
バロア家秘伝のパンチによりかまいたちを発生させ、10m先まで攻撃することができる。兄弟5人とも使える技だが、ナポレオンのそれは段違いの威力を持ちリングロープをたやすく切り裂くほどである。しかし、そのパンチの多用で腕を痛めてしまい、一時アメリカの病院で療養していた。同地で同じく腕の治療で逗留していた剣崎と出会っている。
世界大会後は世界連合Jr.として日本Jr.と共にギリシア十二神に立ち向かった。
フィニッシュブロー：デビル・プロポーズ、ロイヤル・デモン・シード
ナポレオンの兄弟
声 - ティファニー他：高岡香（世界大会編）※ 4役、フェリスタ：森川智之（影道編）
ティファニー、フェリスタ、シルビイ、クロディーヌの4名。全員がフランス語圏の女性の名前を持ち女と見紛う容姿だが、れっきとした男性である。ナポレオンとそっくりの顔をした兄弟たちで見分けるのが難しいが、絵の上では長兄のナポレオンのみ髪の色と口元のホクロで差別化が図られている。
アニメやゲームソフトなどの視聴覚コンテンツでは髪や衣装・ブーツの色が違うことにより兄弟の識別が可能（『リングにかけろ1』では、ナポレオンが金髪、クロディーヌが赤毛、フェリスタがマロン（栗色）、ティファニーがペールブラウン（薄茶）、シルビイがグリニッシュ・ブラウン（鶯色）の髪）。
試合の序盤では石松、河井の2人を苦戦させたが、その戦いの中でカマイタチを発生させるパンチの正体を見破られると、残る2人は志那虎や剣崎の敵ではなくなっていた。

### ドイツJr.
世界大会での日本Jr.の準決勝の相手。
※ 連載時はドイツ東西分裂時代であるが、ドイツJr.自身が東ドイツか西ドイツかを明確に語る場面はない。しかし、「コンコルドクラブケンザキジム」ニューヨーク支部のキャサリンが、日本Jr.にドイツJr.選手のデータ「オデッサファイル」を提供する際、「西ドイツのJr.ボクサーを対象として集められた機密ファイル」と語っている。国旗にはハーケンクロイツを用いており、軍服や腕章・制帽などナチス・ドイツをイメージしている。
スコルピオン
声 - 緑川光（アニメ、まんがDVD版共通）
ドイツ軍団を束ねる総統。剣崎との対戦で最初に繰り出した何の変哲もない右ストレートを、剣崎はかわすことができず、そのため剣崎をして「自分以上の天才かもしれない」と言わしめた。フィニッシュブローの「スコルピオンクラッシュ」を食らった剣崎は頭を下にして錐揉み状態で落下するが、ギリシアJr.のアポロンの「神の血（イーコール）」により、地面に頭を叩きつけられる寸前に体が回転し、背中から緩やかに着地した（剣崎はアポロンに対し余計なことをしなくても勝てたと言っている）。その後、剣崎のギャラクティカ・マグナムの初の犠牲者となり、窓ガラスをぶち破り会場の外まで吹っ飛んでいった。
世界大会後は世界連合Jr.として日本Jr.と共にギリシア十二神に立ち向かった。
フィニッシュブロー：スコルピオンクラッシュ
ヘルガ
声 - 優希比呂、私市淳（まんがDVD版）
IQ300を誇るスコルピオンの参謀。その頭脳こそが最大の武器であり、日本Jr.のフィニッシュブローを物理公式に当てはめ解析し、攻略法を編み出した。しかし緻密極まりない計算も、常にそれを上回る日本Jr.の予想外の行動や執念によって、ことごとく覆されることになる。特にフィニッシュブローは持たないが実戦能力も高く、自身は竜児と対戦し、物理公式でブーメランスクエアーを破るが、最後には竜児に敗れる。
世界大会後は世界連合Jr.として日本Jr.と共にギリシア十二神に立ち向かった。
ヒムラー、ゲッペルス、ゲーリング
声 - ヒムラー：織田優成、ゲッペルス：真殿光昭、ゲーリング：宮崎寛務
ドイツJr.の代表選手。3人とも素顔は包帯で隠しており、世界Jr.大会準決勝の日本戦に際し来日させ温存させていたほどの実力者たちで、相手のフィニッシュブローに応じたカウンターで攻撃する。
ゲッペルスは石松と対戦。石松がハリケーンボルトを打つときに飛び上がったとき、直後に自身も飛び上がり、石松が空中で上昇から落下に移行する際に静止する一瞬の隙を狙い攻撃する。
ヒムラーは志那虎と対戦。志那虎がスペシャルローリングサンダーを打った際、5発すべてのパンチに対してクロスカウンターを放つ「スペシャルクロスカウンター」により一度はダウンさせている。
ゲーリングは河井と対戦。河井のジェットアッパーに対し、ニュートンのゆりかごを応用したカウンターのアッパーカットで攻撃する。3人の中で唯一の長髪（地毛かウイッグかは不明）。
なお続編『リングにかけろ2』にも息子たちが登場するが、ヒムラー以外は素顔である。
Jr.ナチス親衛隊
ドイツJrの応援団。
会場の観客席を埋め尽くし、敵チームに対して四面楚歌の状況での戦いを強いる。
『リングにかけろ2』では、おまえについて行ったら何もしないうちに30歳になってしまったと言って一部の者らがスコルピオンにからむが「30歳などガキ」「夢ならそこらへんに転がっている」と自分たちの努力不足だと一蹴される。

### ギリシアJr.（ギリシア代表）
世界大会に出場したメンバーで日本Jr．の決勝の相手。ギリシア神話をイメージしており、メンバーの名はいずれもギリシア神話に登場する人物の名である。長サンダルにマントというギリシア神話の神々を思わせる衣装のほか、日本Jr.の偵察で来日したときはダブルボタンのコートにロングブーツ、試合観戦のゲスト時にはスーツという姿も披露している。続編の『リングにかけろ2』によれば、ギリシアJr.の序列は実力制ではなく世襲制だとされている。
アポロン
声 - 三木眞一郎、森川智之（まんがDVD版）
世界大会に出場したギリシアチームの大将。神の血（イーコール）という謎の超能力を持ち、準決勝でスコルピオンクラッシュを受けて敗北しかけた剣崎を助けた。
世界大会決勝の大将戦で竜児と対戦。序盤では圧倒的な実力差で竜児を追いつめ、ブーメランスクエアーの威力も通じなかった。しかし竜児の粘りの前に徐々に劣勢になっていき、2度目のスクエアーは多少なりとも通じた。最後はお互いの必殺ブローを打ち合い、3度目となるスクエアーを放った竜児に完敗する。
世界大会後にギリシア十二神が日本に乗り込んできたとき、日本Jr.と十二神の戦いは世界のJr.ボクシングを破滅に導くものと考え、バルカンとともに十二神のもとに向かい戦いを回避させようと尽力する。しかし十二神からサンドバッグに入れられた状態で制裁され、そのサンドバッグの中で血まみれになり重傷を負った状態で見せしめとして日本Jrの元に送り届けられる。その後、剣崎のチャンピオン就任や竜と剣崎のタイトルマッチ時に姿を現している。
本来のギリシア神話のアポロンはオリンポス十二神の一人だが、当作のアポロンは十二神ではない（当作で登場する十二神の名は実際のオリンポス十二神とは異なる）。十二神編では、十二神に比べれば世界大会に出た自分たち5人は二軍も同様と言っていたが、のち『リングにかけろ2』では、アポロン家は代々ギリシア最強なのになぜ十二神に入れないのかと息子に問われている。
フィニッシュブロー：ゴッドディメンション
テーセウス
声 - 中井和哉、天田真人（まんがDVD版）
副将として剣崎と対戦。普通のパンチの打ち合いでは剣崎を圧倒し、剣崎をして「奴らの実力は俺たちより数段上だ」と言わしめた。相手の心臓めがけて強力な一撃を叩き込むフィニッシュブロー「ハートブレイクキャノン」で剣崎に大ダメージを与える。しかし剣崎の左の必殺ブロー、ギャラクティカファントムの初の犠牲となった。
フィニッシュブロー：ハートブレイクキャノン
パンドラ
声 - 本多真梨子
ゼウスの側近の少女。日本対ギリシアの決勝戦の前に日本Jr.のもとに現れ「パンドラの箱」という箱を渡し、絶対に箱を開けないように言って去る。しかし石松がパンドラの箱を開けてしまい、決戦前夜に日本Jr.の前に再び現れ、日本Jr.の闇討ちを図るが失敗する。
十二神編では竜児との対戦を避けようとしていたゼウスに対し、竜児がカイザーナックルを持っていることをゼウスに伝える。これによりゼウスは竜児と対戦することになる。
ユリシーズ
声 - 新垣樽助、三宅健太（まんがDVD版）
志那虎と対戦。左手しか使えない志那虎の動きを完全に予想し、スペシャルローリングサンダーも神技的ディフェンスも全く通用しない完璧なボクシングで志那虎を圧倒し追いつめた。しかし、それを悟った志那虎は動かないはずの右手で強引にパンチを放とうとし、その右手の動きに気を取られた一瞬の隙を突かれ敗北した。
フィニッシュブロー：トロイアクライシス
オルフェウス
声 - 下野紘、斎賀みつき（まんがDVD版）
河井と対戦。今世紀最大の音楽の天才と言われている。自分の位置を錯覚させる特殊なフットワークで常に背後から河井を攻撃し苦しめた。姉から聞いた逃げ水の話と、ギリシア神話のオルフェウスの伝説にヒントを得た河井が振り向いたために、実体を見極められてジェットアッパーを受け敗北。
世界大会でのギリシア戦で重傷を負い仮死状態となり安置されていた日本Jr.メンバーたちのそばでハープを奏で続け、日本Jr.メンバーを復活させる。しかしその際に影腹を切っており、吐血し意識を失う。絶命したかのような描写がなされているが、のちに竜児と剣崎の世界タイトルマッチの際、他のメンバーと共に観戦に訪れて元気な姿を現している。
フィニッシュブロー：デッドシンフォニー
イカルス
声 - 私市淳、山口隆行（まんがDVD版）
石松と対戦。空中戦を得意とし、石松以上の跳躍力、そして空中でも自由に動ける身のこなしで石松を翻弄する。天井の照明を背にするように跳んだ石松を見失い敗れた。跳躍の技は十二神のペガサスに師事したもの。
フィニッシュブロー：スカイトリプルダンシング
バルカン
世界大会終了後、黄金の日本Jr.の消息を追い日本にやってきた。日本Jr.を探して富士の樹海にやってきたところ、影道一族と戦闘になる。玄武を難なく倒すも、影道総帥にはパンチを見切られ敗北を喫す。その後はアポロンと再会し、十二神と日本Jrの戦いを止めようとするが、アポロンと同様に制裁される。
彼のフィニッシュブローは連載時、「ショッキングファイヤー」と「デッドエンドファイヤー」という2つの名前が出回った。彼が登場する回の『週刊少年ジャンプ』の印刷作業が始まった後にブローの名前が変更になり、地域によって変更前のまま刷られた『ジャンプ』が発売されたためだという。のち「ショッキングファイヤー」に統一されている。
フィニッシュブロー：ショッキングファイヤー

### ギリシアJr.（ギリシア十二神）
世界大会においてのギリシア代表の失態により、業を煮やして出現。ゼウスを筆頭に「神」と崇められる。上空から黄金のヘリコプターで試合会場に現れた。
メンバー全員がギリシア神話に登場する人物名と同名であるが、実際の神話上のオリュンポス十二神とは異なる人物が一部に含まれている。
カサンドラ
ギリシア十二神の一人。日本Jr.を抹殺するべく彼らの前に現れたが、助太刀にやってきたスコルピオンのスコルピオンクラッシュを喰らいダウン、世界連合Jr.との決戦を約する役目を負わされて帰っていった。石松やスコルピオンに対してそれぞれダウン、流血させるブローを放ったが、名がついた技は出なかった。
石松・スコルピオンと会って帰ったのち、「スコルピオンごときに遅れをとった」ということで抹殺され、世界連合チームとの闘いの場には上がれなかった。ただし竜児と剣崎の世界タイトルマッチ時には、十二神として来日している。
クレウサ
ギリシア十二神の一人。出入り困難なはずの影道五重塔に試合のメンバー表を持ち現れる。その際に影道総帥と対戦。総帥をブローで壁にたたきつける。影道総帥から影道鳳閣拳を受けるが、その時点では無痛なので、総帥を見下して、世界連合Jr.側のメンバー表を持って仲間の元へ帰る。しかしメンバー表を持ち帰ったとたんに鳳閣拳の効力が発現して倒れ、世界連合チームとの闘いには参加できなかった。
フィニッシュブロー：グリークインフェルノ
アルテミス
ギリシア十二神の一人。月明かりの下でも蜘蛛の糸の一本までも見ることができる。ナポレオンの真空パンチもデビルプロポーズも通用せず終始優勢であったが、最後には新ブロー・ロイヤルデモンシードを受けて敗れる。
フィニッシュブロー：ムーンライトヘブン
オリオン
ギリシア十二神の一人。驚異的なフットワークを誇り、遠距離から一瞬のヒットアンドアウェーで無数のパンチを繰り出し、あたかも多数の矢を撃ち込んだかのように錯覚させるフィニッシュブロー「トルネイドアロー」でスコルピオンからダウンを奪うが、カサンドラ同様にスコルピオンクラッシュの一撃で敗れた。
フィニッシュブロー：トルネイドアロー
プロメテウス
ギリシア十二神の一人。預言者と呼ばれる。相手の胴体を切り裂くように十字形に打つ「グランドクロス」がフィニッシュブロー。ヘルガと対戦しヘルガを圧倒するが、ダウンしているヘルガの挑発に乗って、倒れたままの相手を攻撃し、その際にヘルガの捨て身のカウンターを受けて相打ちとなる（ダウンのカウントを取った描写が無いので、ボクシングの試合としての勝敗は不明）。
フィニッシュブロー：グランドクロス
メデゥーサ
ギリシア十二神の一人。志那虎と対戦する。志那虎がこの戦いを前に新技を習得するため神技的ディフェンスを捨てていたことで、まるで無防備になったかのような志那虎の手ごたえの無さに違和感を覚えるが、新技の円月拳の一撃で倒された。
フィニッシュブロー：ブラデッドメデゥーサ
ナルシサス
ギリシア十二神の一人。巻き毛で美貌。余裕なく戦いに臨むのは見苦しいとして試合でもオーデコロンをつけている。河井の死角から攻撃して圧倒するが、結局オーデコロンの香りがアダとなって対戦した河井に位置を察知され、新ブロー・ジェットラベンダーを受けて敗北。
フィニッシュブロー：スペクトルエコー
ペガサス
ギリシア十二神の一人。世界大会チームのイカルスの師であるようで、空中戦を得意とする。石松と対戦し彼を圧倒していたが、新ブロー・スパイラルタイフーンの一撃で敗れる。
フィニッシュブロー：ブローイングシャワー、エルボーブレイク
ビーナス
ギリシア十二神の一人。女性と見間違えるほどの美貌の持ち主。ビーナスはオリンポス十二神の美の女神アフロディーテと同一神であるローマ神話ウェヌスの英語読み。当作のギリシアメンバーの名前は、ギリシア語読み、ギリシア語の英語読み、ローマ神話での同一神（人、動物）の名前、それの英語読みとさまざまである。
影道総帥と対戦し影道雷神拳を受けたが全くダメージを受けず、反撃して総帥に深手を負わせるも、影道龍極破、影道冥皇拳のコンボ攻撃に敗れた。
フィニッシュブロー：ライトニングプラズマ
ハーデス
ギリシア十二神の一人。幻覚により剣崎を翻弄し、拳法の達人にして初めて作り出しうるという攻防一体のバリヤー・制極界でギャラクティカマグナムの威力を跳ね返す。しかしその制極界を剣崎にマネされ、さらに剣崎が本気で放ったギャラクティカファントムは制極界で防ぎきれず、結局自分では一発のパンチも放たずに敗北。
決戦前に剣崎が聞きつけた十二神に関するウワサによれば、このハーデスはポセイドンと共にゼウスに匹敵する実力者で、この3人がギリシアJr.の三巨頭とも呼べる存在であるらしい。ギリシア十二神の中で唯一黒髪。
フィニッシュブロー？：アナザーワールド、制極界
ポセイドン
ギリシア十二神の一人。「ゼウスへの最強最後の砦」海神ポセイドンと紹介された。
完璧なボクシングを誇り、対戦した竜児の攻撃を全く寄せ付けず、ブーメランスクエアーすら身体に触れさせることなく竜児を追い詰める。観客も「今まで見た中で最強の男では…」と絶句していたが、突如会場の空に投影された巨大なゼウスの虚像に動揺し完璧なボクシングが乱れ、結局竜児の新ブロー・ブーメランテリオスの最初の餌食となった。
フィニッシュブロー：サイクロンメイルストローム
ゼウス
世界最大の闘神・ギリシア十二神を束ねる男。竜児同様カイザーナックルの後継者候補であり、二個一対のカイザーナックルの片方を所持していた。
近侍である巫女のパンドラが、自分の命令だと偽って勝手に日本Jr.抹殺ともう片方のカイザーナックルの奪取を画策したことを怒っていたが、世界連合Jr.との決戦場において初めて、竜児が片方のカイザーを所有する後継者候補であることを知り、ポセイドンとの試合ですでにボロボロに疲弊しきった竜児と戦う。
ポセイドンが竜児との試合中に語った言葉によれば、それまで十二神のメンバーですらゼウスに直に会った者は居なかったとされ、また疲弊した竜児が相手だったので、彼の真の実力は未知数である。
フィニッシュブロー：ゴッドイリュージョン

### 阿修羅一族
阿修羅王の命により、カイザーナックルを手に入れ日本Jr.に代わり天下を狙う一族。阿修羅一族は不死身に等しい肉体を持ち、高い耐久力を持つ。阿修羅王自身は遠い昔にミイラ化しており、恐怖によって子孫を何百年もの間、縛り続けてきた。
邪鬼（じゃき）
阿修羅9つの門の一つ、地獄門で竜児を迎え撃つ。テリオスに一度は耐えるが、直後にダメージにより倒れる。阿修羅総本山が崩壊した後、剣崎と竜児の世界タイトルマッチに羅刹鬼とともに観戦。
フィニッシュブロー：阿修羅・破邀撃（はようげき）
妖鬼豼（ようきひ）
聖帝門の番人。素早い動きによる分身で竜児を苦しめるが、パワーアンクルを外した竜児のテリオスに敗北。
フィニッシュブロー：阿修羅・聖帝陣（しょうていじん）
凄牙（せいが）
宝輪門の番人。急流の岩場で竜児と対戦し、テリオスを受け川に転落、竜児に助けの手を出されるも、阿修羅は敵に助けてもらうわけにはいかないのだと振り切り、滝に沈む。
フィニッシュブロー：阿修羅・流水覇（りゅうすいは）
羅刹鬼（らせつき）
鬼道門の番人。門に餓鬼をつないだ鎖の鍵を持っている。竜児に敗北し、約束どおり餓鬼の鎖を解く鍵を渡す。
フィニッシュブロー：阿修羅・魄撃衝（はくげきしょう）
餓鬼（がき）
鬼道門の番人。暴れ者で幼少時より門に鎖でつながれていた。言葉を喋ることはできないが、フィニッシュブローの名称だけは叫んだ。疲労の限界に達した竜児に代わって相手となった石松のハリケーン・ボルト、スパイラル・タイフーンの連続攻撃をものともしない超人的なタフネスを持つ強敵だったが、ケンカチャンピオンたる石松の多様な攻撃の前に屈する。
フィニッシュブロー：阿修羅・鬼門拳（きもんけん）
百鬼丸（ひゃっきまる）
金剛門の番人。一度目の対戦では志那虎のスペシャル・ローリング・サンダーを受けて血反吐を吐いたが、すぐに何事もなく立ち上がり消える。しかしその際に志那虎に急所を見抜かれており、二度目の対戦では、その急所にスペシャル・ローリング・サンダー五発すべてを叩き込まれて倒される。
フィニッシュブロー：阿修羅・垂剛拳（すいごうけん）
獅子王（ししおう）
朱霊門の番人。影道龍極破を受けても一発では下半身までしか効果がなかったが、2発目で完全に停止し、影道・冥皇拳で倒される。
雑誌掲載時には、次の闇法師とともに阿修羅四天王のひとりとされていたが、四天王はこの二人しか出てこなかった。ゆえに単行本収録の際にこのくだりは「おまえが噂に聞く阿修羅の獅子王か」、「阿修羅でも最強を誇るこの闇法師を見くびるなよ」と、当該台詞はそれぞれ変更されている。
フィニッシュブロー：阿修羅・獅子拳陣（ししけんじん）
闇法師（やみほうし）
魔将門の番人。疲労していた竜児を圧倒するが、剣崎のギャラクティカ・マグナム / ファントムの連続攻撃に倒される。
フィニッシュブロー：阿修羅・夢幻衝（むげんしょう）
六龍皇（ろくりゅうおう）
龍皇門の番人、兄弟6名の総称。阿修羅一族の中でも最強の肉体を持ち、またダイヤモンド以上の硬度を持つとされる武器「鋼拳」を拳に着用するが、竜児のカイザーナックルに敗れる。6人のうち、翔龍、鳳龍、紅龍の3名のみ名前が出た。
孔士（こうし）
100人いる阿修羅門の番人のひとり。実は阿修羅一族であった黄金の日本Jr.・河井武士その人である。
阿修羅の使命に従い、カイザーナックル奪取のために竜児を狙う阿修羅一族として竜児と再度戦うが、頑なに友情を信じて立ち向かってくる竜児の姿に心を動かされてついには阿修羅を裏切り、黄金の日本Jr.の河井武士に立ち返った。続編『リングにかけろ2』において実は阿修羅の血族ではなかったことが明かされている。
孔士以外の阿修羅門の番人
竜児と河井を倒そうとするも、駆けつけた剣崎・石松・支那虎・総帥とギリシア十二神に恐れをなして逃げ出した。
フィニッシュブロー：阿修羅・総拳陣（そうけんじん）

### ジーザス・ウェイト
WBA世界バンタム級の通称。10人の世界ランカー全てがチャンピオンのジーザス・クライストの息のかかった選手であるため、そう呼ばれる。
ジーザス・クライスト
WBA世界バンタム級に君臨するスーパースター。モナコ国籍。剣崎のプロ・デビュー戦の相手として来日し、後楽園球場で対戦する。第1ラウンド、石松とのタイマンの傷が癒えない剣崎からネオ・バイブルでダウンを奪う。直後にキャリア初のダウンを奪い返されるや本気を出し、聖書の天地創造を語りながら16頁に渡り剣崎を滅多打ちにし心臓停止にまで至らせる（この幻覚を交えた攻撃パターンの名前は作中で明らかにされていないが、作品解説書籍や続編などではこちらもネオ・バイブルであるとしている）。しかし、インターバル間に高嶺竜児のブーメラン・テリオスによって剣崎は心肺蘇生。第2ラウンド、体力が尽きかけた剣崎を偉大な挑戦者と認めネオ・バイブルで真っ向から勝負に出るが、ギャラクティカ・ファントムをまともに受け、後楽園球場のスコアボードに叩きつけられ敗北、王座から陥落する。名前はイエス・キリストの英語読み。
フィニッシュブロー：ネオ・バイブル
ヨハネ・シュトラウス
WBAバンタム級第一位で剣崎の初防衛の相手。ジーザスなき後、ジーザス・ウェイトを総括する男と言われたが、1R39秒、剣崎にKOされる。
ヤコブ・アナーキス
WBAバンタム級第二位。シュトラウス同様、剣崎に秒殺される。

### その他のキャラクター
河井 貴子（かわい たかこ）
声 - 金月真美、加藤優子（まんがDVD版）
河井武士の姉。菊と同様、弟を幼い頃からボクサーとして鍛え上げてきた。当初は冷徹な性格で常に厳しい表情しか見せなかったが、チャンピオンカーニバル決勝戦で自分たちを破った高嶺姉弟の生き方に感化されて、弟から離れてその成長を見守ることに決め、以後は優しく柔和な面を見せるようになっていった。なお作中では下の名前は明らかにされておらず、「貴子」という名前は続編の『リングにかけろ2』で判明した。
志那虎一城の父
声 - 阪脩
志那虎陰流の剣道場主。後取りである一城に幼少時からスパルタ教育を施していたが、一城の右手を再起不能にしたことを悔い、当て付けにボクシングの道に進んだ一城がボクシングで挫折し、家に戻ってくることを願うようになった。一城が日米決戦の前に家に戻ったおりには、備前長船（志那虎家の家宝で名刀）を授けて送り出している。備前長船は後に孫の伊織に受け継がれる。
志那虎 二葉（しなとら ふたば）
声 - 井上富美子、神田理江（まんがDVD版）
志那虎一城の妹。剣よりボクシングの道に進んだ兄と道場長の父の衝突を心配している。自身も武芸を嗜んでいる。
キャサリン
声 - 相沢舞、田口宏子（まんがDVD版）
剣崎家が経営するボクシングジムのアシスタントマネージャー（セコンド）で頭脳明晰な少女。日本Jr.のサポートを志願するが、彼女の分析データは全くメンバーから受け入れられず無視され有象無象に近い状態だった。同じく跳級で大学を卒業しているドイツのヘルガとは学友であった。竜児と剣崎のタイトルマッチ前、彼らの体が長年の戦いによって全身の骨に無数のヒビが入り試合に耐えられない状態になっていることを知り、ヘルガとともに彼らを説得し、試合を中止させようとしたが、結局彼らを止めることはできなかった。
剣崎順 親衛隊（けんざきじゅん しんえいたい）
声 - 田中真知子、斉木美帆、鎌田梢
剣崎順が通う中学の学生で構成されている。全員、容姿端麗な女子で地区予選までは剣崎のチアガールを務めていたが、全国大会（チャンピオンカーニバル）を負傷辞退した剣崎に代わり出場した竜児の応援に駆けつける（剣崎の指示によるもの）。アニメでは劇中のその説明が省略された。

## リングにかけろ1
『リングにかけろ1』は、車田正美の漫画『リングにかけろ』を『スーパージャンプ』にて連載開始した『リングにかけろ2』執筆を機に全面改訂した漫画作品のタイトル、またはそのアニメ化作品。
パワーリストをドラゴンリストと名称を設定したり、ジャンプコミックス時代に実名で登場していたガッツ石松などをボクシング関係者と位置づけでセリフを書き換えたり、その他一部ストーリーのカットや台詞の修正などを行っている。

## 書誌情報

### 漫画
| 単行本 集英社 ジャンプコミックス | 単行本 集英社 ジャンプコミックス | 単行本 集英社 ジャンプコミックス | 単行本 集英社 ジャンプコミックス |
| 巻数                             | 副題                             | 発売日                           | ISBN                             |
| -------------------------------- | -------------------------------- | -------------------------------- | -------------------------------- |
| 1                                | 菊と竜の巻                       | 1978年1月31日                    | 4-08-852661-9                    |
| 2                                | 左を制する者は！の巻             | 1978年3月31日                    | 4-08-852662-7                    |
| 3                                | 必殺のパワーリストの巻           | 1978年6月30日                    | 4-08-852663-5                    |
| 4                                | 竜虎ふたたびの巻                 | 1978年9月30日                    | 4-08-852664-3                    |
| 5                                | 第二のつばさの巻                 | 1978年12月31日                   | 4-08-852665-1                    |
| 6                                | ただひとつの勝算！の巻           | 1979年4月15日                    | 4-08-852666-X                    |
| 7                                | 流れ星ひとつの巻                 | 1979年6月15日                    | 4-08-852667-8                    |
| 8                                | ブーメランフック誕生！の巻       | 1979年10月15日                   | 4-08-852668-6                    |
| 9                                | チャンピオンカーニバルの巻       | 1980年1月15日                    | 4-08-852669-4                    |
| 10                               | 恐怖の日米決戦！の巻             | 1980年2月15日                    | 4-08-852670-8                    |
| 11                               | 影道一族の巻                     | 1980年4月15日                    | 4-08-852671-6                    |
| 12                               | 黄金のJr.ふたたび!!の巻          | 1980年6月15日                    | 4-08-852672-4                    |
| 13                               | 完璧の五人の巻                   | 1980年7月15日                    | 4-08-852673-2                    |
| 14                               | 華麗なるフランスの巻             | 1980年9月15日                    | 4-08-852674-0                    |
| 15                               | よみがえるH・Kの巻               | 1980年11月15日                   | 4-08-852675-9                    |
| 16                               | 誓いの旗の巻                     | 1981年2月15日                    | 4-08-852676-7                    |
| 17                               | ギリシア十二神の巻               | 1981年5月15日                    | 4-08-852677-5                    |
| 18                               | はてしなき死闘の巻               | 1981年7月15日                    | 4-08-852678-3                    |
| 19                               | 天地鳴動の巻                     | 1981年11月15日                   | 4-08-852679-1                    |
| 20                               | 阿修羅の挑戦の巻                 | 1982年1月15日                    | 4-08-852680-5                    |
| 21                               | 阿修羅九つの門の巻               | 1982年3月15日                    | 4-08-852681-3                    |
| 22                               | さよならカイザーの巻             | 1982年5月15日                    | 4-08-852682-1                    |
| 23                               | 明日への闘志の巻                 | 1982年8月15日                    | 4-08-852683-X                    |
| 24                               | 決戦の朝の巻                     | 1982年11月15日                   | 4-08-852684-8                    |
| 25                               | 虹の伝説の巻                     | 1983年1月15日                    | 4-08-852685-6                    |

| ワイド版 ホーム社 ジャンプコミックスセレクション | ワイド版 ホーム社 ジャンプコミックスセレクション | ワイド版 ホーム社 ジャンプコミックスセレクション | ワイド版 ホーム社 ジャンプコミックスセレクション |
| 巻数                                             | 副題                                             | 発売日                                           | ISBN                                             |
| ------------------------------------------------ | ------------------------------------------------ | ------------------------------------------------ | ------------------------------------------------ |
| ROUND 1                                          | 菊と竜                                           | 1992年3月19日                                    | 4-8342-1271-8                                    |
| ROUND 2                                          | 竜虎ふたたび                                     | 1992年4月17日                                    | 4-8342-1272-6                                    |
| ROUND 3                                          | 男子の一諾                                       | 1992年5月19日                                    | 4-8342-1273-4                                    |
| ROUND 4                                          | 流れ星ひとつ                                     | 1992年6月19日                                    | 4-8342-1274-2                                    |
| ROUND 5                                          | チャンピオンカーニバル                           | 1992年7月17日                                    | 4-8342-1275-0                                    |
| ROUND 6                                          | 恐怖の日米決戦！                                 | 1992年8月20日                                    | 4-8342-1276-9                                    |
| ROUND 7                                          | 影道一族                                         | 1992年9月18日                                    | 4-8342-1277-7                                    |
| ROUND 8                                          | 完璧の五人                                       | 1992年10月19日                                   | 4-8342-1278-5                                    |
| ROUND 9                                          | よみがえるH・K                                   | 1992年11月19日                                   | 4-8342-1279-3                                    |
| ROUND 10                                         | 誓いの旗                                         | 1992年12月10日                                   | 4-8342-1280-7                                    |
| ROUND 11                                         | ギリシア十二神                                   | 1993年1月24日                                    | 4-8342-1281-5                                    |
| ROUND 12                                         | 天地鳴動                                         | 1993年2月24日                                    | 4-8342-1282-3                                    |
| ROUND 13                                         | 阿修羅の九つの門                                 | 1993年3月24日                                    | 4-8342-1283-1                                    |
| ROUND 14                                         | 明日への闘志                                     | 1993年4月24日                                    | 4-8342-1284-X                                    |
| ROUND 15                                         | たった一度の今日という日                         | 1993年5月24日                                    | 4-8342-1285-8                                    |

| 文庫版 集英社 集英社文庫 | 文庫版 集英社 集英社文庫 | 文庫版 集英社 集英社文庫 |
| 巻数                     | 発売日                   | ISBN                     |
| ------------------------ | ------------------------ | ------------------------ |
| ROUND 1                  | 1998年7月22日            | 4-08-617401-4            |
| ROUND 2                  | 1998年7月22日            | 4-08-617402-2            |
| ROUND 3                  | 1998年9月23日            | 4-08-617403-0            |
| ROUND 4                  | 1998年9月23日            | 4-08-617404-9            |
| ROUND 5                  | 1998年11月23日           | 4-08-617405-7            |
| ROUND 6                  | 1998年11月23日           | 4-08-617406-5            |
| ROUND 7                  | 1999年1月19日            | 4-08-617407-3            |
| ROUND 8                  | 1999年1月19日            | 4-08-617408-1            |
| ROUND 9                  | 1999年3月23日            | 4-08-617409-X            |
| ROUND 10                 | 1999年3月23日            | 4-08-617410-3            |
| ROUND 11                 | 1999年5月23日            | 4-08-617411-1            |
| ROUND 12                 | 1999年5月23日            | 4-08-617412-X            |
| ROUND 13                 | 1999年7月21日            | 4-08-617413-8            |
| ROUND 14                 | 1999年7月21日            | 4-08-617414-6            |
| ROUND 15                 | 1999年7月21日            | 4-08-617415-4            |

| リングにかけろ1(デラックス版) 集英社 ジャンプ・コミックスデラックス | リングにかけろ1(デラックス版) 集英社 ジャンプ・コミックスデラックス | リングにかけろ1(デラックス版) 集英社 ジャンプ・コミックスデラックス |
| 巻数                                                                | 発売日                                                              | ISBN                                                                |
| ------------------------------------------------------------------- | ------------------------------------------------------------------- | ------------------------------------------------------------------- |
| ROUND 1                                                             | 2001年9月4日                                                        | 4-08-859222-0                                                       |
| ROUND 2                                                             | 2001年9月4日                                                        | 4-08-859223-9                                                       |
| ROUND 3                                                             | 2001年10月4日                                                       | 4-08-859231-X                                                       |
| ROUND 4                                                             | 2001年10月4日                                                       | 4-08-859232-8                                                       |
| ROUND 5                                                             | 2001年11月2日                                                       | 4-08-859238-7                                                       |
| ROUND 6                                                             | 2001年11月2日                                                       | 4-08-859239-5                                                       |
| ROUND 7                                                             | 2001年12月4日                                                       | 4-08-859245-X                                                       |
| ROUND 8                                                             | 2001年12月4日                                                       | 4-08-859246-8                                                       |
| ROUND 9                                                             | 2002年1月5日                                                        | 4-08-859251-4                                                       |
| ROUND 10                                                            | 2002年1月5日                                                        | 4-08-859262-X                                                       |
| ROUND 11                                                            | 2002年2月4日                                                        | 4-08-859267-0                                                       |
| ROUND 12                                                            | 2002年2月4日                                                        | 4-08-859268-9                                                       |
| ROUND 13                                                            | 2002年3月4日                                                        | 4-08-859273-5                                                       |
| ROUND 14                                                            | 2002年3月4日                                                        | 4-08-859274-3                                                       |
| ROUND 15                                                            | 2002年4月4日                                                        | 4-08-859283-2                                                       |
| ROUND 16                                                            | 2002年4月4日                                                        | 4-08-859284-0                                                       |
| ROUND 17                                                            | 2002年5月1日                                                        | 4-08-859292-1                                                       |
| ROUND 18                                                            | 2002年5月1日                                                        | 4-08-859293-X                                                       |

### 関連書籍
- 『炎の魂 リングにかけろ究極解説書』ジャンプコミックスセレクション、2000年9月24日、ISBN 4-8342-1688-8

## テレビアニメ
連載終了から20年以上経った2004年に『リングにかけろ1』として放送された。冒頭においては原作最終巻で繰り広げられた竜児VS剣崎の世界タイトルマッチの一部と、その決着を教会で待つウェディングドレス姿の菊の姿を描き、実質的なストーリーは序盤にさかのぼり都大会の決勝戦からとなる。竜児と剣崎の出会い・月島五中ボクシング部に入るまでの出来事は回想形式で描写。
原作者である車田正美、プロレスラーの永田裕志が本人役としてゲスト出演し、リングコールにはレニー・ハートが起用された。
2006年には第2期『リングにかけろ1 -日米決戦編-』が、2010年4月2日からスカパーでアニメ版初であるHD画質で制作された第3期『リングにかけろ1 影道編』が、2011年4月からはアニマックスで第4期『リングにかけろ1 世界大会編』が放送された。

### スタッフ
|                              | 第1期                                             | 第2期                                             | 第3期                                             | 第4期                                             |
| ---------------------------- | ------------------------------------------------- | ------------------------------------------------- | ------------------------------------------------- | ------------------------------------------------- |
| 原作                         | 車田正美（集英社JCDX「リングにかけろ1」集英社刊） | 車田正美（集英社JCDX「リングにかけろ1」集英社刊） | 車田正美（集英社JCDX「リングにかけろ1」集英社刊） | 車田正美（集英社JCDX「リングにかけろ1」集英社刊） |
| シリーズディレクター         | 小村敏明                                          | 貝澤幸男                                          | 小村敏明                                          | 池畠博史                                          |
| シリーズ構成                 | 黒田洋介                                          | 黒田洋介                                          | 黒田洋介                                          | 黒田洋介                                          |
| キャラクターデザイン         | 荒木伸吾、姫野美智                                | 荒木伸吾、姫野美智                                | 荒木伸吾、姫野美智                                | 荒木伸吾、姫野美智                                |
| キャラクターデザイン         | N/A                                               | N/A                                               | 井上栄作                                          | 市川慶一                                          |
| 総作画監督                   | 荒木プロダクション                                | 窪秀巳                                            | 井上栄作                                          | 市川慶一                                          |
| 美術デザイン                 | 飯島由樹子                                        | 鹿野良行                                          | 倉橋隆                                            | 倉橋隆                                            |
| 色彩設計                     | 辻田邦夫                                          | 辻田邦夫                                          | 板坂泰江                                          | 小日置知子                                        |
| 音楽                         | 上田益                                            | 上田益                                            | 上田益                                            | 上田益                                            |
| 製作担当                     | 松坂一光                                          | 松坂一光                                          | 岡田将介                                          | 岡田将介                                          |
| プロデューサー               | 木戸睦、吉澤孝男、辻洋                            | 木戸睦、吉澤孝男、辻洋                            | 森山義秀                                          | 森山義秀                                          |
| プロデューサー               | シュレック・ヘドウィック                          | N/A                                               | 森山義秀                                          | 森山義秀                                          |
| 制作                         | テレビ朝日                                        | テレビ朝日                                        | N/A                                               | N/A                                               |
| アニメーション制作           | 東映アニメーション                                | 東映アニメーション                                | 東映アニメーション                                | 東映アニメーション                                |
| 製作                         | 東映アニメーション                                | 東映アニメーション                                | 東映アニメーション                                | 東映アニメーション                                |
| マーベラスエンターテイメント | マーベラスエンターテイメント                      | N/A                                               | Sammy                                             |                                                   |

### 主題歌
「明日への闘志」
Marina del rayによる第1期・第2期・第3期（歌詞2番使用）・第4期オープニングテーマ。作詞は松尾康治、補作詞は車田正美、作曲・編曲はKacky。
「TAKE MY SOUL FOREVER」
サイキックラバーによる第1期エンディングテーマ。作詞・作曲はYOFFY、編曲はYOFFY・KOISHI。
「Shining like gold 〜思い出の欠片〜」
Marina del rayによる第2期エンディングテーマ。作詞は車田正美・松尾康治、作曲はKacky、編曲は大石憲一郎。
「明日への飛翔〜flap your wings〜」
Marina del rayによる第3期エンディングテーマ。作詞は車田正美、作曲はKacky、編曲は大石憲一郎。
「虹の彼方」
Marina del rayによる第4期エンディングテーマ。作詞は車田正美・松尾康治、作曲はKacky、編曲は大石憲一郎。

### 各話リスト
| 話数                | サブタイトル                 | 脚本     | （絵コンテ） 演出              | 作画監督            | 総作画監督        | 美術監督   |
| 第1期               | 第1期                        | 第1期    | 第1期                          | 第1期               | 第1期             | 第1期      |
| ------------------- | ---------------------------- | -------- | ------------------------------ | ------------------- | ----------------- | ---------- |
| 1                   | 輝ける青春                   | 黒田洋介 | 小村敏明                       | 井上栄作            | 荒木伸吾 茅野京子 | 飯島由樹子 |
| 2                   | さらば黄金の腕               | 黒田洋介 | 古賀豪                         | 内田順久            | 市川慶一 茅野京子 | 秋山健太郎 |
| 3                   | その名はブーメラン           | 白根秀樹 | 佐々木憲世                     | 牛島勇二            | 茅野京子          | 長谷川弘行 |
| 4                   | チャンピオンカーニバル開幕   | 木村暢   | （やまとなおみち） 大西景介    | 飯飼一幸            | 市川慶一          | 塚越羽瑠奈 |
| 5                   | 唸れ!ブーメランフック        | 黒田洋介 | 石平信司                       | 石本英治            | 茅野京子          | 大河内稔   |
| 6                   | ローリングサンダー           | 白根秀樹 | 小村敏明                       | 東出太              | 市川慶一          | 鈴木学     |
| 7                   | あした                       | 黒田洋介 | 又野弘道                       | 山崎展義            | 茅野京子          | 吉田美和   |
| 8                   | 男の意地                     | 木村暢   | 佐々木憲世                     | 小山知洋            | 茅野京子          | 飯島由樹子 |
| 9                   | 稲妻とブーメラン             | 白根秀樹 | （石平信司） 岩井隆央          | 市川慶一            | N/A               | 塚越羽瑠奈 |
| 10                  | 運命のゴング                 | 木村暢   | （石平信司） 千葉大輔          | 高鉾誠              | 茅野京子          | 飯島由樹子 |
| 11                  | 勝利への航海                 | 黒田洋介 | （石平信司） 石平信司 信田ユウ | 石本英治            | N/A               | 吉田みわ   |
| 12                  | 結成!黄金の日本Jr.           | 黒田洋介 | 小村敏明                       | 荒木伸吾 市川慶一   | N/A               | 飯島由樹子 |
| 第2期『日米決戦編』 |                              |          |                                |                     |                   |            |
| 1                   | 始動!黄金の日本Jr.           | 黒田洋介 | （小村敏明） 吉川浩司          | 亀井大祐 村上直紀   | 窪秀巳            | 鹿野良行   |
| 2                   | 誓いの旗のもとで             | 黒田洋介 | 貝澤幸男                       | 窪秀巳              | 窪秀巳            | 鹿野良行   |
| 3                   | 出陣!ケンカチャンピオン      | 白根秀樹 | 政木伸一                       | 和田伸一            | 窪秀巳            | 鹿野良行   |
| 4                   | 魂を拳に宿して               | 木村暢   | 横田和善                       | 渡辺英樹 村上直紀   | 窪秀巳            | 鹿野良行   |
| 5                   | 嵐を突き破れ!                | 木村暢   | 冨永タクオ                     | 片岡康浩            | 窪秀巳            | 鹿野良行   |
| 6                   | 誘惑!魔性の目                | 黒田洋介 | 井草かほる                     | 桜井木の実          | 窪秀巳            | 鹿野良行   |
| 7                   | 音階を駆けのぼれ!            | 黒田洋介 | 勝間田具治                     | 市川慶一            | 窪秀巳            | 鹿野良行   |
| 8                   | ナチュラルボーン マッドネス  | 白根秀樹 | 政木伸一                       | 和田伸一            | 窪秀巳            | 鹿野良行   |
| 9                   | 猛虎、荒ぶる                 | 白根秀樹 | 泉明宏                         | 手島勇人 村上なおき | 窪秀巳            | 鹿野良行   |
| 10                  | スーパースター               | 木村暢   | まつもとよしひさ               | 亀井大祐            | 窪秀巳            | 鹿野良行   |
| 11                  | 黒い閃光                     | 黒田洋介 | 井草かほる                     | 桜井木の実          | 窪秀巳            | 鹿野良行   |
| 12                  | そして少年は世界へと羽ばたく | 黒田洋介 | 勝間田具治                     | 市川慶一            | 窪秀巳            | 鹿野良行   |
| 第3期『影道編』     |                              |          |                                |                     |                   |            |
| 1                   | 影道一族                     | 黒田洋介 | 小村敏明                       | 市川吉幸            | 井上栄作          | 清水哲弘   |
| 2                   | 影道の塔                     | 木村暢   | 小牧文                         | 薮本陽輔            | 井上栄作          | 清水哲弘   |
| 3                   | 再集結!黄金の日本ジュニア    | 白根秀樹 | （大塚健） 暮田公平            | 浅沼昭弘            | 井上栄作          | 杦浦正一郎 |
| 4                   | 血戦!千里丘陵                | 黒田洋介 | 土田豊                         | 市川吉幸            | 井上栄作          | 吉田智子   |
| 5                   | 総帥登場                     | 白根秀樹 | （志田直俊） 小牧文            | 薮本陽輔            | 井上栄作          | 清水哲弘   |
| 6                   | さらば影道                   | 黒田洋介 | 小村敏明                       | 井上栄作            | 井上栄作          | 杦浦正一郎 |
| 第4期『世界大会編』 |                              |          |                                |                     |                   |            |
| 1                   | その名はスクエアー!          | 黒田洋介 | 池畠博史                       | 市川吉幸            | 市川慶一          | 杦浦正一郎 |
| 2                   | 華麗なるフランス             | 白根秀樹 | 角銅博之                       | 信実節子            | 市川慶一          | 清水哲弘   |
| 3                   | フォルコメンハイト           | 木村暢   | （志田直俊） 小牧文            | 上野ケン            | 市川慶一          | 杦浦正一郎 |
| 4                   | 英雄VS天才                   | 黒田洋介 | （いまざきいつき） 広嶋秀樹    | 市川吉幸            | 市川慶一          | 杦浦正一郎 |
| 5                   | 誓いの旗                     | 黒田洋介 | （志田直俊） 小牧文            | 信実節子            | 市川慶一          | 杦浦正一郎 |
| 6                   | さらば黄金の日本Jr.          | 黒田洋介 | 池畠博史                       | 武智敏光            | 市川慶一          | 清水哲弘   |

## ゲーム
1998年6月1日に日本コンピュータシステムより提供のスーパーファミコン用ゲーム。原作のチャンピオンカーニバル編から世界大会編までを描いており、登場するボクサーは20名＋隠しキャラクター2名。ボクサーには声が収録されている。サブタイトルが表示される画面がアニメのアイキャッチのようになっている。
1995年発売を目指して開発が進められた。当初予定通りに完成していたが、見込み通りの発注が取れずに発売延期を続け、その度にスーパーファミコンのソフト市場が縮小していったことによりパッケージ版の発売は実現しなかった。その3年後、通常の流通ではなくゲームソフト書き換えサービスニンテンドウパワー専売ソフトという形で世に出ることとなった。
シナリオモードはチャンピオンカーニバル編と世界大会編の2部構成になっているが、チャンピオンカーニバルの決勝戦の相手が剣崎、世界大会の第一試合の相手がアメリカというように、都大会や日米決戦を混ぜアレンジしてある。この結果、剣崎はチャンピオンカーニバルの後に腕の治療へアメリカに行ったことになり、世界大会で剣崎の選手登録はしたがアメリカ戦に間に合わず、アメリカのシャフトを倒すと剣崎がやってくる。
エンディングでは原作通り木々に囲まれた墓地が映される。そこに現れた影道総帥と空に浮かぶ黄金色のヘリコプター、そして「TO BE CONTINUED…?」と表示されるが、3分ほど待つと「作者のこのオレが相手になってやる、光栄に思え!」という台詞と共に、ヘリコプターの中から隠しキャラクター車田正美が現れる。
勝ち抜きモードは使用キャラクターを1人選び（車田正美の使用も可能）、残り19人全員を倒す。こちらは影道編になっており、20人目の相手は隠しキャラクター「影道総帥」となる。

### 登場ボクサー
名前はゲーム中での表記
- 高嶺竜児（日本）
- 剣崎順（日本）
- 香取石松（日本）
- 志那虎一城（日本）
- 河井武士（日本）
- シャフト（アメリカ）
- ジュリアーノ（イタリア）
- ティファニー（フランス）
- フェリスタ（フランス）
- ナポレオン（フランス） - 以上3名は顔グラフィックが色違いの同じ物
- ゲッペルス（ドイツ）
- ヒムラー（ドイツ）
- ゲーリング（ドイツ） - 以上3名は顔グラフィックが色違いの同じ物
- ヘルガ（ドイツ）
- スコルピオン（ドイツ）
- ユリシーズ（ギリシア）
- オルフェウス（ギリシア）
- イカルス（ギリシア）
- テーセウス（ギリシア）
- アポロン（ギリシア）
- 影道総帥（隠しキャラクター）
- 車田正美（隠しキャラクター）

### 担当声優
表記はクレジットタイトルより。「協力：青二プロダクション」とクレジットされているが、
いくつか実在の声優に合致しない名前がある。
- 坂口大助
- 稲田徹
- 神谷浩史
- 山田真一
- 伊藤麻子
- 私市淳

### サブタイトル
ゲーム中のステージ表記は「BOUT 1」というようになっている。
- おれが男だ! ケンカ石松登場
- 牙をむく猛虎の神技! 志那虎登場
- 姉弟VS姉弟! 河井登場
- 運命の決勝戦!! さらば!!黄金の腕
- 黒い閃光! シャフトの一撃!!
- シシリアン・ダンディー!!
- 華麗なる フランス!!
- リングに咲く 赤いバラ
- 真空の貴公子!! ナポレオン・バロア
- ハリケーンの死角!? 死の法則をやぶれ!!
- 戦慄のS・C・C∞（エス・シー・シー・インフェニット）
- 死のボールレース! ジェット・スクランブル
- 強者の法則!
- 英雄VS天才!! 神への挑戦権をつかめ!!
- ただ一度の奇跡!!
- 墜ちた若武者 涙のレクイエム
- イカルスの翼 神話をよびさませ!!
- 天才の証!! 秘めたる想いを胸に
- さらば 黄金の日本Jr!!
- 挑戦者 あらわる!?

## パチンコ・パチスロ
パチンコ
- CRリングにかけろ（サミー、2006年）
- ぱちんこCRリングにかけろ1〜黄金の日本Jr.編〜（サミー、2011年）
- Pリングにかけろ1（ニューギン、2025年）

パチスロ
- リングにかけろ1（銀座、2007年）
- パチスロリングにかけろ1〜黄金の日本Jr.編〜（タイヨーエレック、2010年）
- パチスロリングにかけろ1 ギリシア十二神編（サミー、2012年）
- パチスロリングにかけろ1 ワールドチャンピオンカーニバル編（スパイキー、2020年）
- スマスロリングにかけろ1 Ⅴ（エフ、2023年）

## リングにこけろ
車田自身の筆による『リンかけ』のセルフパロディ作品『リングにこけろ』が存在する。タイトルロゴも本家に極めて似ている。車田と剣崎順によるバレンタインチョコの取り合いから、神輪会（車田プロダクション）と日本Jr.の全面抗争に発展。しかし日本Jr.に敵うはずもなく、神輪会メンバーが次々と討ち死にしていくといった内容。1980年の愛読者賞作品として18号に読切掲載され、読者アンケート1位となった。単行本『実録!神輪会』に収録。